# Ronde van Frankrijk 2020/Tweede etappe
De tweede etappe van de Ronde van Frankrijk 2020 werd verreden op 30 augustus met start en finish in Nice. 
| Nice – Nice (187,0 km) |                       |                       |          |
| Plaats                 | Naam                  | Ploeg                 | Tijd     |
| 1                      | Julian Alaphilippe    | Deceuninck–Quick-Step | 4u55'27" |
| 2                      | Marc Hirschi          | Team Sunweb           | z.t.     |
| 3                      | Adam Yates            | Mitchelton-Scott      | + 1"     |
| 4                      | Greg Van Avermaet     | CCC Team              | + 2"     |
| 5                      | Sergio Higuita        | EF Education First    | z.t.     |
| 6                      | Bauke Mollema         | Trek-Segafredo        | z.t.     |
| 7                      | Aleksej Loetsenko     | Astana Pro Team       | z.t.     |
| 8                      | Tadej Pogačar         | UAE Team Emirates     | z.t.     |
| 9                      | Maximilian Schachmann | BORA-hansgrohe        | z.t.     |
| 10                     | Alberto Bettiol       | EF Education First    | z.t.     |

| Algemeen klassement |                    |                       |          |
| Plaats              | Naam               | Ploeg                 | Tijd     |
| Gele trui           | Julian Alaphilippe | Deceuninck–Quick-Step | 8u41'35" |
| 2                   | Adam Yates         | Mitchelton-Scott      | + 4"     |
| 3                   | Marc Hirschi       | Team Sunweb           | + 7"     |
| 4                   | Sergio Higuita     | EF Education First    | + 17"    |
| 5                   | Tadej Pogačar      | UAE Team Emirates     | z.t.     |
| 6                   | Esteban Chaves     | Mitchelton-Scott      | z.t.     |
| 7                   | Davide Formolo     | UAE Team Emirates     | z.t.     |
| 8                   | Egan Bernal        | Team INEOS Grenadiers | z.t.     |
| 9                   | Richard Carapaz    | Team INEOS Grenadiers | z.t.     |
| 10                  | Tom Dumoulin       | Team Jumbo-Visma      | z.t.     |
|                     |                    |                       |          |
| 12                  | Greg Van Avermaet  | CCC Team              | z.t.     |

## Opgaven
- Philippe Gilbert (Lotto Soudal), brak bij een val in de eerste etappe zijn knieschijf en ging niet van start
- Rafael Valls (Bahrain McLaren), brak bij een val in de eerste etappe zijn sleutelbeen en ging niet van start

1e etappe ·
2e etappe ·
3e etappe ·
4e etappe ·
5e etappe ·
6e etappe ·
7e etappe ·
8e etappe ·
9e etappe ·
10e etappe ·
11e etappe ·
12e etappe ·
13e etappe ·
14e etappe ·
15e etappe ·
16e etappe ·
17e etappe ·
18e etappe ·
19e etappe ·
20e etappe ·
21e etappe
Startlijst · Eindstanden · Afbeeldingen